# Liga del Fútbol Profesional Boliviano 2012-2013
La Liga del Fútbol Profesional Boliviano 2011-2012 è la 36ª edizione della massima serie calcistica della Bolivia, fondata nel 1977. Si divide in due campionati, uno di Apertura ed uno di Clausura.

## Stagione
La Liga del Fútbol Profesional boliviano 2012-2013 è composta da dodici squadre, che disputeranno 22 partite divise fra andata e ritorno: chi avrà più punti alla fine sarà il campione e sarà qualificato alla Copa Libertadores, il secondo andrà in Copa Sudamericana, insieme al terzo e al quarto.
Il Club Petrolero (Yacuiba) è all'esordio nella massima competizione boliviana, mentre il La Paz ha cambiato denominazione in El Alto Fútbol Club.

## Avvenimenti
La prima giornata del campionato boliviano, in programma il 21 luglio 2012, non si è giocata a causa di uno sciopero dei giocatori. Il problema era una pendenza tra l'Oriente Petrolero e il giocatore Juan Carlos Arce. Il sindacato dei giocatori (Futbolistas Agremiados de Bolivia (Fabol)) per voce del suo legale David Paniagua ha fatto sapere: “Non è per un giocatore solo che si ferma il campionato, è una questione di giustizia. L'Oriente Petrolero deve pagare quanto spetta ad Arce, altrimenti non giocheremo”.
Sono 72.700 dollari a bloccare tutto, con Arce disposto a riceverli “a rate” ma non a fare sconti, l'Oriente però contesta il debito.

## Squadre partecipanti
| Club              | Città                   | Stadio                          | Posizione 2011-2012 | Allenatore             |
| ----------------- | ----------------------- | ------------------------------- | ------------------- | ---------------------- |
| Aurora            | Cochabamba              | Estadio Félix Capriles          | 7º posto            | Julio César Baldivieso |
| Blooming          | Santa Cruz de la Sierra | Estadio Ramón Tahuichi Aguilera | 5º posto            | Fernando Quiroz        |
| Bolívar           | La Paz                  | Estadio Hernando Siles          | Campione            | Guillermo Angel Hoyos  |
| La Paz            | La Paz                  | Estadio Hernando Siles          | 12º posto           | Oscar Sanz             |
| Nacional Potosí   | Potosí                  | Estadio Víctor Agustín Ugarte   | 10º posto           | Carlos Fabián Leeb     |
| Oriente Petrolero | Santa Cruz de la Sierra | Estadio Ramón Tahuichi Aguilera | 3º posto            | Carlos Ramacciotti     |
| Petrolero (Y)     | Yacuíba                 | Estadio Provincial              | Promosso            | Mario Rolando Ortega   |
| Real Potosí       | Potosí                  | Estadio Víctor Agustín Ugarte   | 2º posto            | Dalcio Giovagnoli      |
| San José          | Oruro                   | Estadio Jesús Bermúdez          | 6º posto            | Marco Ferrufino        |
| The Strongest     | La Paz                  | Estadio Hernando Siles          | 4º posto            | Mauricio Soria         |
| Univ. Sucre       | Sucre                   | Estadio Olímpico Patria         | 8º posto            | David De La Torre      |
| Wilstermann       | Cochabamba              | Estadio Félix Capriles          | Promosso            | Mauricio Soria         |

## Torneo Apertura

### Classifica
| Pos | Equipo            | Pts | PJ | G  | E  | P  | GF | GC | Dif |
| --- | ----------------- | --- | -- | -- | -- | -- | -- | -- | --- |
| 1º  | The Strongest     | 45  | 22 | 13 | 6  | 3  | 53 | 31 | +22 |
| 2º  | San José          | 41  | 22 | 12 | 5  | 5  | 51 | 35 | +16 |
| 3º  | Bolívar           | 37  | 22 | 11 | 4  | 7  | 46 | 31 | +25 |
| 4º  | Blooming          | 35  | 22 | 11 | 2  | 9  | 29 | 30 | -1  |
| 5º  | Real Potosí       | 32  | 22 | 9  | 5  | 8  | 30 | 27 | +3  |
| 6º  | Oriente Petrolero | 31  | 22 | 7  | 10 | 5  | 28 | 32 | -4  |
| 7º  | Wilstermann       | 28  | 22 | 7  | 7  | 8  | 34 | 35 | -1  |
| 8º  | Univ. Sucre       | 25  | 22 | 5  | 10 | 7  | 31 | 32 | -1  |
| 9º  | Nacional Potosí   | 25  | 22 | 6  | 7  | 9  | 26 | 28 | -2  |
| 10º | Petrolero (Y)     | 24  | 22 | 6  | 6  | 10 | 21 | 30 | -9  |
| 11º | Aurora            | 22  | 22 | 6  | 4  | 12 | 31 | 47 | -16 |
| 12º | La Paz            | 16  | 22 | 4  | 4  | 14 | 28 | 50 | -22 |

  THE STRONGEST CAMPIONE BOLIVIA APERTURA 2012
|  | Classificato per la Copa Sudamericana 2013 come Bolivia 1. |
|  | Giocherà una partita con la terza classificata del Clausura 2011/12, Il vincitore giocherà in Copa Libertadores 2013 come Bolivia 3, la perdente in Copa Sudamericana 2013 come Bolivia 2. |
|  | Classificato per la Copa Sudamericana 2013 come Bolivia 3. |
|  | Classificato per la Copa Sudamericana 2013 come Bolivia 4. |

### Risultati
| Local / Visita    | AUR | BLO | BOL | LPZ | NAL | OP  | PET | RPO | SJ  | TS  | UNI | WIL |
| ----------------- | --- | --- | --- | --- | --- | --- | --- | --- | --- | --- | --- | --- |
| Aurora            |     | 1–0 | 3–3 | 4–1 | 2-4 | 0–2 | 1-1 | 3-0 | 0-2 | 0–2 | 2–1 | 0–3 |
| Blooming          | 3-2 |     | 1–0 | 3–0 | 1-0 | 1–1 | 2–0 | 3–1 | 3-2 | 2–1 | 2–0 | 3-0 |
| Bolívar           | 3–1 | 1–0 |     | 3–1 | 4-2 | 4–1 | 0–1 | 1–0 | 2-4 | 2–3 | 0–0 | 4-1 |
| La Paz F.C.       | 0-3 | 2–0 | 1–4 |     | 0-2 | 3–4 | 4-1 | 3–0 | 2–2 | 1-3 | 0–2 | 1–2 |
| Nacional Potosí   | 2–0 | 0–1 | 0–1 | 0–0 |     | 1–1 | 3-0 | 0-0 | 0–2 | 2–2 | 2–2 | 1-0 |
| Oriente Petrolero | 1–1 | 3-0 | 1-3 | 0–0 | 1–1 |     | 0–0 | 1–0 | 0–0 | 1–1 | 2-1 | 1–1 |
| Petrolero         | 3–0 | 1-0 | 1–3 | 0–1 | 1–0 | 1-2 |     | 0–0 | 2–0 | 1-1 | 1-1 | 0–0 |
| Real Potosí       | 2–1 | 3–0 | 2-1 | 4–2 | 1–0 | 4-1 | 0–2 |     | 4–1 | 2-2 | 2-0 | 1–1 |
| San José          | 4–0 | 4–0 | 2–1 | 6-3 | 2–0 | 5–2 | 4–3 | 1-1 |     | 1–2 | 3–2 | 3-3 |
| The Strongest     | 7-2 | 4-2 | 1-1 | 4–3 | 4–2 | 3-0 | 3–1 | 1–0 | 4–1 |     | 2–1 | 1–3 |
| Universitario     | 3–3 | 1–1 | 3-3 | 3-1 | 2–2 | 1–1 | 3–0 | 1–0 | 0-0 | 1–0 |     | 0–2 |
| Wilstermann       | 0–2 | 3–1 | 3–2 | 0-0 | 1–2 | 1-2 | 2–1 | 2–3 | 1–2 | 2–2 | 3-3 |     |

### Classifica marcatori
| Gol |  |  | Giocatore            | Squadra       |
| --- |  |  | -------------------- | ------------- |
| 23  |  |  | Carlos Saucedo       | San José      |
| 21  |  |  | Pablo Daniel Escobar | The Strongest |
| 11  |  |  | Eduardo Fierro       | Univ. Sucre   |
| 10  |  |  | Harold Reina         | The Strongest |
| 9   |  |  | Vladimir Castellón   | Aurora        |
| 9   |  |  | Marcos Ovejero       | La Paz        |

### Allenatori esonerati
| Squadra         | Pos. | Esonerato              | Ultima Partita  | Ultima Partita | Ultima Partita  | Giornata | Successore             | Debutto |
| --------------- | ---- | ---------------------- | --------------- | -------------- | --------------- | -------- | ---------------------- | ------- |
| Nacional Potosí | 12ª  | Juan Carlos Paz García | Nacional Potosí | 0 - 0          | La Paz          | 4ª       | Carlos Fabián Leeb     | 6ª      |
| Univ. Sucre     | 5ª   | Sergio Apaza           | Blooming        | 2 - 0          | Univ. Sucre     | 5ª       | David de La Torre      | 7ª      |
| La Paz          | 11ª  | Claudio Marrupe        | La Paz          | 1 - 2          | Wilstermann     | 7ª       | Juan Carlos Paz García | 8ª      |
| La Paz          | 11ª  | Juan Carlos Paz García | Bolívar         | 3 - 1          | La Paz          | 11ª      | Félix Berdeja          | 12ª     |
| Petrolero (Y)   | 7ª   | Mario Rolando Ortega   | Petrolero (Y)   | 1 - 3          | Bolívar         | 14ª      | Sergio Apaza           | 15ª     |
| Aurora          | 11ª  | Julio César Baldivieso | Aurora          | 2 - 4          | Nacional Potosí | 17ª      | Marcelo Neveleff       | 18ª     |
| Univ. Sucre     | 8ª   | David de la Torre      | Real Potosí     | 2 - 0          | Univ. Sucre     | 17ª      | Javier Vega            | 18ª     |

## Torneo Clausura

### Classifica
| Pos. | Equipos           | PJ | PG | PE | PP | GF | GC | Dif. | Pts. |
| ---- | ----------------- | -- | -- | -- | -- | -- | -- | ---- | ---- |
| 1.   | Bolívar (C)       | 22 | 16 | 2  | 4  | 50 | 30 | 20   | 50   |
| 2.   | Oriente Petrolero | 22 | 14 | 5  | 3  | 43 | 25 | 18   | 47   |
| 3.   | San José          | 22 | 12 | 5  | 5  | 37 | 21 | 16   | 41   |
| 4.   | Univ. Sucre       | 22 | 10 | 5  | 7  | 30 | 24 | 6    | 35   |
| 5.   | The Strongest     | 22 | 9  | 7  | 6  | 40 | 35 | 5    | 34   |
| 6.   | Wilstermann       | 22 | 9  | 6  | 7  | 43 | 30 | 13   | 33   |
| 7.   | Real Potosí       | 22 | 8  | 7  | 7  | 31 | 30 | 1    | 31   |
| 8.   | Blooming          | 22 | 6  | 5  | 11 | 31 | 40 | -9   | 23   |
| 9.   | Nacional Potosí   | 22 | 5  | 7  | 10 | 31 | 35 | -4   | 22   |
| 10.  | Aurora            | 22 | 6  | 4  | 12 | 28 | 43 | -15  | 22   |
| 11.  | Petrolero (Y)     | 22 | 5  | 5  | 12 | 24 | 40 | -16  | 20   |
| 12.  | La Paz            | 22 | 1  | 4  | 17 | 15 | 50 | -35  | 7    |

  BOLIVAR CAMPIONE BOLIVIA CLAUSURA 2013
|  |                                                            |
|  | Classificato per la Copa Libertadores 2014 come Bolivia 1. |
|  | Classificato per la Copa Libertadores 2014 come Bolivia 3. |
|  | Classificato per la Copa Sudamericana 2014 come Bolivia 1. |

### Risultati
| Local / Visita    | AUR | BLO | BOL | LPZ | NAL | OP  | PET | RPO | SJ  | TS  | UNI | WIL |
| ----------------- | --- | --- | --- | --- | --- | --- | --- | --- | --- | --- | --- | --- |
| Aurora            |     | 3–1 | 2–3 | 2–1 | 1–1 | 0–0 | 3–1 | 5–0 | 1–2 | 2–2 | 1–1 | 0–6 |
| Blooming          | 2–0 |     | 2–1 | 4–1 | 2–1 | 2–2 | 2–0 | 4–0 | 1–1 | 3–4 | 0–1 | 2–3 |
| Bolívar           | 4–2 | 3–1 |     | 1–0 | 2–1 | 2–1 | 2–0 | 2–1 | 2–1 | 1–1 | 2–2 | 5–3 |
| La Paz F.C.       | 0–1 | 1–1 | 1–3 |     | 1–5 | 0–2 | 1–1 | 0–0 | 3–1 | 1–2 | 0–1 | 0–1 |
| Nacional Potosí   | 2–0 | 2–0 | 1–4 | 1–1 |     | 1–1 | 4–1 | 0–0 | 1–4 | 1–2 | 0–0 | 1–1 |
| Oriente Petrolero | 3–0 | 3–2 | 2–1 | 3–2 | 1–1 |     | 1–0 | 2–1 | 3–2 | 4–1 | 2–0 | 6–2 |
| Petrolero         | 3–1 | 4–0 | 1–4 | 2–1 | 2–1 | 0–1 |     | 1–1 | 1–2 | 1–1 | 1–1 | 2–0 |
| Real Potosí       | 1–0 | 4–0 | 0–2 | 3–1 | 3–1 | 3–1 | 1–1 |     | 0–0 | 2–3 | 2–1 | 2–1 |
| San José          | 4–0 | 2–0 | 1–2 | 1–0 | 1–0 | 4–0 | 4–1 | 0-3 |     | 1–1 | 2–1 | 2–0 |
| The Strongest     | 1–2 | 3–1 | 2–0 | 5–0 | 2–3 | 1–2 | 4–1 | 1–1 | 0–0 |     | 1–4 | 2–0 |
| Universitario     | 2–0 | 0–0 | 0–4 | 3–0 | 3–1 | 0–3 | 1–0 | 3–2 | 1–2 | 4–0 |     | 1–0 |
| Wilstermann       | 3–2 | 1–1 | 5–0 | 7–0 | 3–2 | 0–0 | 4–0 | 1–1 | 0–0 | 1–1 | 1–0 |     |

|  |                       |
|  | Vittoria casalinga    |
|  | Pareggio              |
|  | Vittoria in trasferta |

### Classifica marcatori
| Gol |  |  | Giocatore            | Squadra       |
| --- |  |  | -------------------- | ------------- |
| 17  |  |  | William Ferreira     | Bolívar       |
| 17  |  |  | Eduardo Fierro       | Univ. Sucre   |
| 15  |  |  | Carlos Saucedo       | San José      |
| 13  |  |  | Vladimir Castellón   | Aurora        |
| 12  |  |  | Carlos Neumann       | Real Potosí   |
| 12  |  |  | Pablo Daniel Escobar | The Strongest |

### Allenatori esonerati
| Squadra         | Pos. | Esonerato              | Ultima partita  | Ultima partita | Ultima partita | Giornata | Successore             | Debutto |
| --------------- | ---- | ---------------------- | --------------- | -------------- | -------------- | -------- | ---------------------- | ------- |
| La Paz          | 12ª  | Juan Carlos Paz García | La Paz          | 0 - 1          | Wilstermann    | 7ª       | Claudio Marrupe        | 8ª      |
| Petrolero (Y)   | 11ª  | Sergio Apaza           | Petrolero (Y)   | 1 - 4          | Bolívar        | 7ª       | Mario Rolando Ortega   | 8ª      |
| Aurora          | 10ª  | Marcelo Neveleff       | Aurora          | 0 - 6          | Wilstermann    | 9ª       | Víctor Hugo Antelo     | 12ª     |
| Nacional Potosí | 6ª   | Carlos Fabián Leeb     | Nacional Potosí | 1 - 4          | Bolívar        | 9ª       | Julio César Baldivieso | 12ª     |
| Real Potosí     | 6ª   | Óscar Sanz             | Real Potosí     | 1 - 0          | Aurora         | 13ª      | Víctor Zwenger         | 14ª     |
| Wilstermann     | 4ª   | Víctor Hugo Andrada    | Wilstermann     | 1 - 1          | Blooming       | 15ª      | Marcelo Carballo       | 16ª     |
| La Paz          | 12ª  | Claudio Marrupe        | La Paz          | 0 - 0          | Real Potosí    | 17ª      | Mario Condori          | 18ª     |

## Retrocessioni
Sistema per stabilire la retrocessione diretta ed indiretta
| Pos. | Squadra           | 2011/12 | 2012/13 | Total | PJ  | Prom.  |
| ---- | ----------------- | ------- | ------- | ----- | --- | ------ |
| 1.   | Oriente Petrolero | 97      | 80      | 177   | 100 | 1.7700 |
| 2.   | Bolívar           | 87      | 87      | 174   | 100 | 1.7400 |
| 3.   | San José          | 90      | 82      | 172   | 100 | 1.7200 |
| 4.   | The Strongest     | 88      | 79      | 167   | 100 | 1.6700 |
| 5.   | Real Potosí       | 90      | 63      | 153   | 100 | 1.5300 |
| 6.   | Univ. Sucre       | 85      | 57      | 145   | 100 | 1.4500 |
| 7.   | Blooming          | 82      | 58      | 140   | 100 | 1.4000 |
| 8.   | Aurora            | 91      | 44      | 135   | 100 | 1.3500 |
| 9.   | Wilstermann       | -       | 58      | 58    | 44  | 1.3182 |
| 10.  | Nacional Potosí   | 78      | 47      | 125   | 100 | 1.2500 |
| 11.  | Petrolero (Y)     | -       | 44      | 44    | 44  | 1.0000 |
| 12.  | La Paz            | 55      | 23      | 78    | 100 | 0.7800 |